# Illéd
Illéd (románul Ghilești) település Romániában, Szatmár megyében.

## Fekvése
Szatmár megyében, az Érmelléken, Szatmárnémetitől délnyugatra, Nagykároly és Tasnád között fekvő Érkáváshoz tartozó településrész.

## Története
Illéd nevét 1205-ben említették először az oklevelek Yled, Elep néven.
1464-ben Ilre, 1489-ben Iledtheleke, 1518-ban Ylled, 1722-ben Illéd néven írták nevét.
II. András király uralkodása alatt Yled villabeli Pál és Fenyő lopással vádolták meg az ugyancsak idevaló Magadiást.
Ez idő körül a Váradi regestrum is említi Illédet Elep villa néven.
1464-ben Mihályfalva és Girolt helységekkel együtt említik Ilre birtokot, mely ekkor Darahi Lászlót illette.
1485-ben Mátyás király a kolozsmonostori konventtel iktattatja be Iledtheleke birtokba Mihályfalvi György Katalin nevű leányát, Bőnyei Jánosnét.
1518-ban özvegy Szentkirályi Benedekné vallja meg unokáinak az Ylleed-i földrészt.
1772 október 15-én Mezey György, Horváth András és Klára eladják Girolt faluhoz és az ehhez tartozó Ilyédhez való jogukat 1200 magyar forintért Wesselényi Farkasnak.
A korábban Tasnádhoz, ma Érkáváshoz tartozó településrésznek Illédnek a  népszámlálási adatok szerint 1956-ban 286 lakosa volt.
1977-ben 196 lakosa volt, melyből 194 román, 2 magyar nyelvű volt.
1992-ben 148 román nyelvű lakosa volt.

## Nevezetességek
- Ortodox temploma - 1901-ben épült.